# Gran Premio Città di Camaiore 2004
Il Gran Premio Città di Camaiore 2004, cinquantacinquesima edizione della corsa, si svolse il 4 agosto 2004 su un percorso di 193 km, con partenza e arrivo a Camaiore. Fu vinto dall'italiano Paolo Bettini della Quick Step davanti ai suoi connazionali Danilo Di Luca e Luca Paolini.

## Ordine d'arrivo (Top 10)
| Pos. | Corridore            | Squadra        | Tempo    |
| ---- | -------------------- | -------------- | -------- |
| 1    | Paolo Bettini        | Quick Step     | 4h18'43" |
| 2    | Danilo Di Luca       | Saeco          | a 10"    |
| 3    | Luca Paolini         | Quick Step     | s.t.     |
| 4    | Fränk Schleck        | Team CSC       | s.t.     |
| 5    | Antonio D'Aniello    | Miche          | s.t.     |
| 6    | Massimo Giunti       | Domina Vacanze | s.t.     |
| 7    | Pasquale Muto        | Miche          | s.t.     |
| 8    | Massimiliano Gentili | Domina Vacanze | s.t.     |
| 9    | Paolo Bossoni        | Lampre         | s.t.     |
| 10   | Przemyslaw Niemiec   | Miche          | s.t.     |